# San Antonio de las Vueltas
San Antonio de las Vueltas è un paese dell'isola di Cuba sito nel municipio di Camajuaní (Villa Clara).

## Geografia fisica

### Territorio
Il territorio di Vueltas è sia affaccia sul mare a nord, a sud è delimitato dalla strada per Camajuaní, a est confina con Remedios e Caibarien, a ovest con Santa Clara e Calabazar.
Il territorio è prevalentemente pianeggiante con ondulazioni di 50-60 metri. Il fiume principale è il Charco Hondo con i suoi affluenti (Jibara, Landa, La Canada de la beta ed il Jucaro). La vegetazione è costituita principalmente da palme e coltivazioni (prima fra tutte quella di aglio). Tra i vari animali che si trovano in zona predominano le jutias, i tomeguines e le lucertole.

### Clima
Il clima è quello tipico tropicale con due stagioni ben definite: inverno ed estate. La temperatura media annua è di 26 °C.
La popolazione urbana è di circa 12 000 abitanti, ma se contiamo anche i dintorni (il cosiddetto Consejo Popular) si arriva a 15 000 persone su una superficie di 25,2 chilometri quadrati.
Mediamente la popolazione di Vueltas vive fino a 75 anni rientrando così nella media dei paesi industrializzati.

## Storia
Vueltas è stata fondata nel 1800 (anche se la data esatta non è conosciuta). Il nome di San Antonio de las Vueltas viene utilizzato però solo nel 1881, prima di questa data si fa riferimento a Taguayabòn, che si trova nelle immediate vicinanze.
Vueltas si rese indipendente da Camajuani nel 1878 (il primo sindaco è stato Don Miguel Grau Folch, medico catalano che esercitava nella zona) fino al 1976 quando tornò a far parte del suo territorio.

## Tradizioni
Tutti gli anni, a fine luglio si svolge la "Parranda", una sorta di carnevale dove i due quartieri (barrio de los nanacos e barrio de los jutios) del paese si sfidano con carri allegorici (carrozas), vere e proprie opere d'arte in cartapesta che talvolta raggiungono l'altezza di 20 metri; questi carri vengono trainati per tutto il paese da trattori e sono seguiti da tutta la gente del paese (a differenza della più famosa "Parranda di Remedios" dove i carri sono statici).

## Geografia antropica

### Frazioni
- Aguada de Moya
- Cabecera
- Charco Hondo
- Piedras
- Sagua la Chica
- Taguayabón
- Vega Alta
- Vega de Palma

## Galleria d'immagini

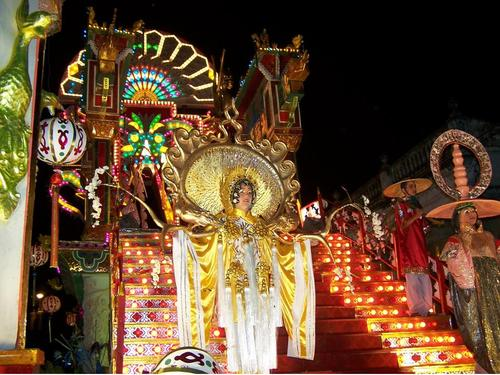
La Parranda
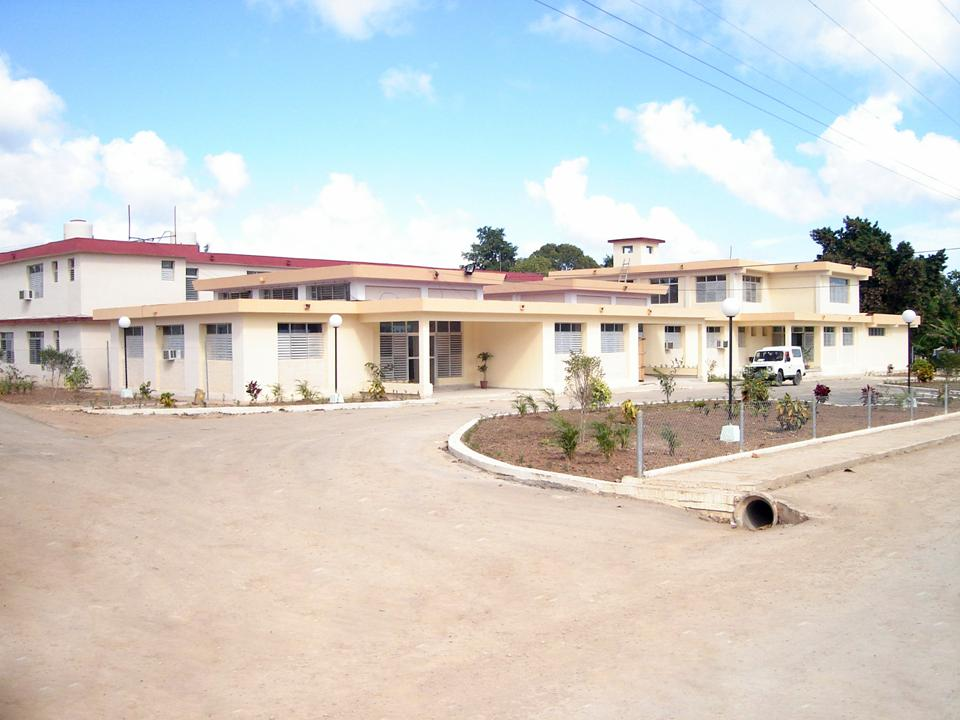
L'ospedale
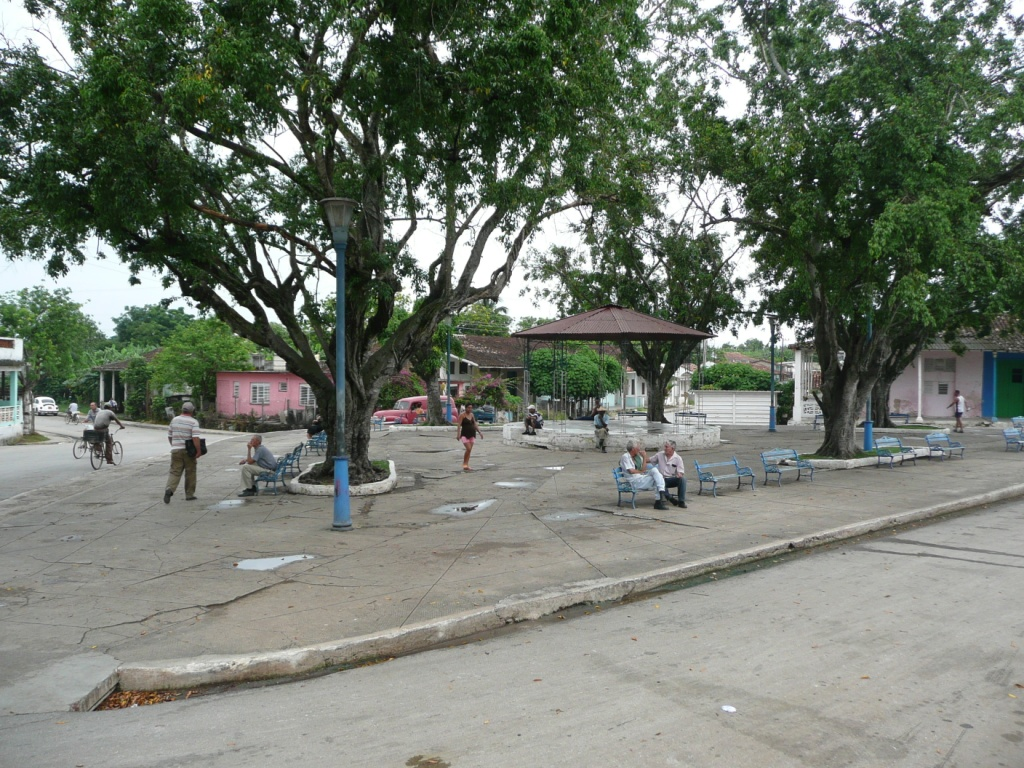
Il parco